# Agnéby (flod)
Agnéby er en flod der løber i  Elfenbenskysten.
Den har sine udspring i distriktet Lacs, i den nordlige del af regionen Moronou og løber i en forholdsvis lige linje mod syd-sydøst. Agnéby løber ud i Ébrié Lagunen nær Dabou.
Klimaet i  regionen veksler mellem fugtbærende vinde fra Atlanterhavet, der danner den Vestafrikanske monsun og tørre vinde fra Sahara. Disse skiftevis våde og tørre årstider forårsager store variationer i vandmængden i floden.